# Mb (lok)
Mb är en loktyp för godståg som tillverkats av Softronic i Rumänien med varumärket Transmontana. Det har sex axlar och har större dragkraft än de allra flesta andra lok.

## Historik
Softronic erbjuder sedan 2010 godstågsloket Transmontana.
I juli 2017 beställde den svenska godstågsoperatören Green Cargo två lok, efter att dessförinnan ha gjort tester i Sverige av ett lok. De levererades till Sverige i juli 2018. Sedan dess har Green Cargo i omgångar gjort fler beställningar, vilket innebär ett innehav av totalt 16 Transmontana-lok år 2022.
I oktober 2020 rapporterades att ett nytt avtal tecknats mellan Green Cargo och Softronic som innebär möjligheten att ytterligare upp till 100 lok levereras fram till 2030.